# 오예설
오예설(본명 : 오가은, 1993년 5월 25일 ~ )은 대한민국의 배우이다.

## 출연작

### 드라마
- 《학교 2013》 (2012년, KBS2) - 오가은 역

### 영화
- 《지렁이》 (2017년) - 자야 역
- 《판도라》 (2016년) - 신임간호사 역[3]

## 수상 및 후보
| 연도 | 시상식                          | 부문       | 작품   | 결과 |
| ---- | ------------------------------- | ---------- | ------ | ---- |
| 2006 | Mnet 스페셜 스마트모델 콘테스트 | 대상       | 빈칸   | 수상 |
| 2017 | 제54회 대종상                   | 신인여우상 | 지렁이 | 후보 |